# ゴダワリ
ゴダワリ（ネパール語: गोदावरी、英語: Godawari）はネパールの都市である。スドゥパシュチム州の州都であり、基礎自治体である。人口は約10万人（2021年国勢調査）。

## 交通

### 道路
- マハカリ・ハイウェイ（英語版）（H14号線）
- マヘンドラ・ハイウェイ（H01号線）

### 空港
近くのダンガルヒにダンガルヒ空港がある。